# Castell del Milà
El Castell del Milà és un monument protegit com a bé cultural d'interès nacional del municipi del Milà (Alt Camp).

## Descripció
Edifici de grans dimensions situat en el nucli central del poble, a prop de l'església parroquial. És de planta rectangular i fa cantonada. La façana principal presenta una porta d'accés adovellada, a la qual s'arriba mitjançant una escalinata paral·lela a la línia de façana. A la primera planta s'obren quatre grans finestres i a la segona, una galeria amb set arcs de mig punt i a cada extrem una finestra quadrangular. Els murs estan arrebossats.
Adossada a l'edifici hi ha una petita església d'una nau que possiblement és l'antiga capella de la casa.
Actualment, és propietat privada de la família Calà Magrané.

## Història
Aquest edifici anomenat El Castell, sembla que es troba documentat des de l'any 1490. Hi ha un pergamí a l'Arxiu General de Protocols de Barcelona que és l'acta de possessió, en aquesta data, dels béns cedits a la seva neboda per Beatriu d'Urrea, habitant del castell del Milà.
Sembla també que en aquesta casa, va néixer en el segle xviii el militar Pere Nolasc de Bassa i Girona.
En opinió de l'historiador Emili Morera i Llauradó, la vila del Milà es va originar per la donació del territori del Codony l'any 1160 al monestir de Valldaura o de Santes Creus. També comenta que: "Masó i Milà foren dos poblats subjectes a feus particulars, procedents sens dubte de la donació feta del territori a Ponç de Montoliu l'any 1066, alçant els descendents castells en les respectives localitats".
Quan es van extingir els senyorius, el Milà corresponia a l'arquebisbe de Tarragona.